# 10457 Suminov
10457 Suminov eller 1978 QE2 är en asteroid i huvudbältet som upptäcktes den 31 augusti 1978 av den rysk-sovjetiske astronomen Nikolaj Tjernych vid Krims astrofysiska observatorium på Krim. Den har fått sitt namn efter Vyacheslav Mikhailovich Suminov.
Den tillhör asteroidgruppen Nysa.